# 紙本栄一
紙本 栄一（かみもと えいいち、1903年（明治36年）8月5日 - 1995年（平成7年）12月6日）は、日本の武道家。段位は居合道範士九段、剣道範士八段、銃剣道教士七段。居合の流派は夢想神伝流。「剣居一体」を唱え、全日本剣道連盟居合の制定に尽力した。

## 経歴

### 生い立ち
山口県熊毛郡田布施町の農家の長男として生まれる。小学校3年生のとき、村の駐在から手ほどきされた剣道に夢中になる。「駐在さんと打ち合って小手が決まった、というそのときのワクワクした気分がわたしの人生を決めた」という。

### 軍隊生活
旧制中学校卒業後の1920年（大正9年）、17歳で現役志願兵として海軍呉海兵団に入隊。軍務に精励と同時に、呉鎮守府剣道師範の堀正平並びに海軍集会場剣道教師の福島小一に師事する。福島小一の見立てで日本刀を買い、福島から居合を習い始める。
入隊して半年ほどで剣道部員として認められ、軍艦扶桑の航海になる。飯より好きな剣道で軍隊生活ができることから稽古に熱が入り、寄港地の警察や学校で試合を行い、腕はめきめき上達したという。明治神宮剣道大会陸海軍対抗試合に3回出場し、活躍した。
1923年（大正12年）、剣道部主将となり、海軍少尉候補生を乗せた練習艦隊浅間で諸外国を巡る。その後、満8年25歳で海軍を除隊し、剣道・居合の修行に専念するため上京する。

### 上京修行
1928年（昭和3年）、中山博道の道場有信館に入門。同時に警視庁警察書記となり、芝高輪署剣道助教を務める。練習試合で18人抜きを記録し、警視庁監察官方面試合に三将として出場し、団体優勝した。
また、市ヶ谷の近藤滋弥男爵の道場猶勝堂および三菱道場朝稽古で居合を研鑽する。

### 帰郷後
1931年（昭和6年）、旧制山口県立宇部中学校剣道教師に就任。当時振るわなかった同校を1933年（昭和8年）の県中学校剣道大会に優勝させ、さらに1935年（昭和10年）の全国中学校剣道大会で2位入賞させる。
1937年（昭和12年）、検定試験に合格し武道科の教員免許状を取得。同年、旧制岩国中学校に転任し、同校を全国大会3位入賞に導く。自身も明治神宮剣道大会に在郷軍人代表（大将）として出場した。
1943年（昭和18年）、旧制山口高校の助教授に就任。学徒動員の引率者として長崎三菱造船、下関三井製錬所に赴いた。当時の学生に、後の山口県知事平井龍らがいた。1946年（昭和21年）に退官。
1952年（昭和27年）から山口県警察本部技官、同剣道師範を務め、1966年（昭和41年）に退職後、名誉師範となる。山口刑務所、山口大学でも師範を歴任。
1968年（昭和43年）からは、湯田温泉の慈教館道場の初代館長に就任。そのほか、白石少年剣友会などにおいて少年剣道の指導にも尽力した。

### 全剣連居合制定
昭和30年代に全日本剣道連盟は、居合道を学ぶことで、刀の操法を知り手の内を修得して剣道の技にそれを生かせるようにと、剣道家にも習いやすい居合道の形を作ろうと企画した。紙本は委員を務め、全日本剣道連盟居合制定に尽力した。

### 銅像
1984年（昭和59年）2月、銅像設立実行委員会により山口市の国宝瑠璃光寺五重塔前に、紙本の銅像が建立された。碑文は直木賞作家古川薫が撰した。「居合道の神様と呼ばれた。…その像を建てその不朽の剣名を県都の一角にとどめるものである」とある。

## 栄典
- 勲五等双光旭日章
- 勲六等単光旭日章
- 日本武道協議会武道功労者表彰
- 体育功労者

## 主な役職歴
- 財団法人全日本剣道連盟理事・評議員・相談役
- 財団法人全日本剣道道場連盟理事
- 日本中央居合道会最高顧問
- 武講同窓会会長
- 財団法人山口県剣道連盟理事長・副会長・相談役
- 山口市剣道連盟相談役
- 山口県スポーツ振興審議員
- 慈教館道場初代館長
- 山口大学剣道部師範（元助教授）
- 山口県警察剣道名誉師範
- 山口刑務所剣道師範